# نادشا برنیکه
نادشا برنیکه (آلمانی: Nadeshda Brennicke؛ زادهٔ ۲۱ آوریل ۱۹۷۳) هنرپیشه اهل آلمان است. وی از سال ۱۹۹۱ میلادی تاکنون مشغول فعالیت بوده‌است.
از فیلم‌ها یا برنامه‌های تلویزیونی که وی در آن نقش داشته‌است می‌توان به پادتن‌ها اشاره کرد.